# Accademia della Crusca

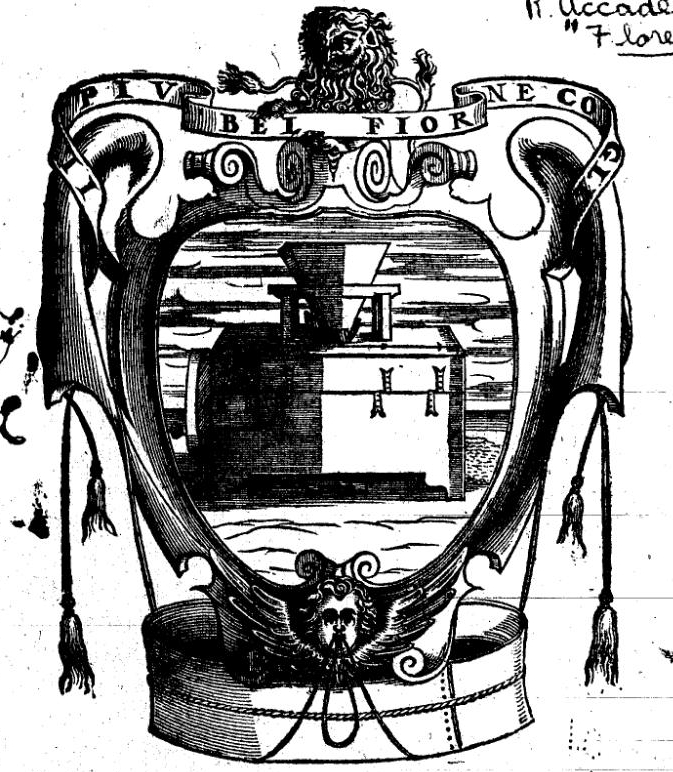
Il frullone, simbolo dell'Accademia della Crusca

L'Accademia della Crusca  è un'istituzione italiana e europea con personalità giuridica pubblica che raccoglie studiosi ed esperti di linguistica e filologia della lingua italiana.
La Crusca è la più antica accademia linguistica del mondo (1583). Nei suoi oltre quattro secoli di attività si è sempre distinta per lo strenuo impegno a mantenere "pura" la lingua italiana, pubblicando, già nel 1612, la prima edizione del Vocabolario degli Accademici della Crusca, che servì da esempio lessicografico anche per le lingue francese, tedesca e inglese. Nel 1636, il cardinale Richelieu creò l'Académie française sul modello dell'Accademia della Crusca. Nata a Firenze ad opera di Lionardo Salviati in contrapposizione all'Accademia fiorentina,  si costituì ufficialmente il 25 marzo 1585, con una cerimonia inaugurale che seguiva di due anni il periodo in cui i suoi membri iniziarono a pensare alla possibilità di organizzarsi intorno a uno statuto (adunanza del 25 gennaio 1583).
Il simbolo dell'Accademia è il "frullone", un macchinario che serviva per separare la farina dalla crusca, e come motto l'accademia adotta un verso di Francesco Petrarca contenuto nel "Canzoniere" che recita "Il più bel fior ne coglie".

## Storia

### Origini e fondatori
I suoi fondatori si erano chiamati inizialmente la brigata dei Crusconi e costituivano una sorta di circolo i cui soci – poeti, letterati, uomini di diritto – erano soliti radunarsi in allegre occasioni conviviali, durante le quali recitavano per svagarsi discorsi (detti le "cruscate") dal contenuto colto ma dallo stile giocoso e scherzoso. La loro intenzione era di criticare l'Accademia fiorentina, protetta dal granduca Cosimo I de' Medici, e di contrapporsi al suo stile severo e classicista. I crusconi combattevano la pedanteria classicista anche con l'umorismo, la satira, e l'ironia, senza che questo compromettesse l'intenzione primaria del gruppo, prettamente letteraria, ed esplicata spesso in dispute letterarie di alto livello.

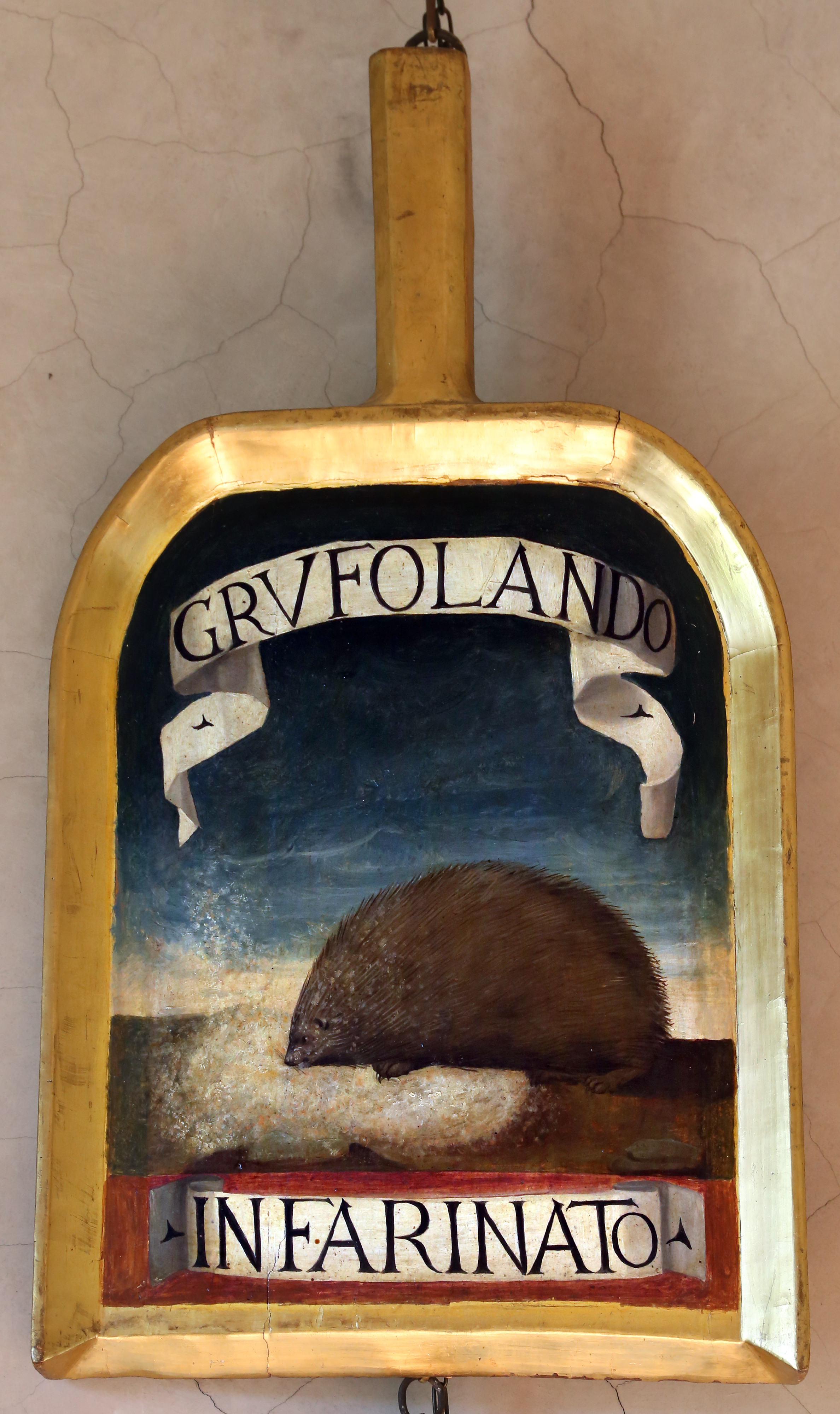
La pala di Leonardo Salviati detto Infarinato

I fondatori della Crusca si identificano tradizionalmente in: Giovan Battista Deti, il Sollo; Anton Francesco Grazzini, il Lasca; Bernardo Canigiani, il Gramolato; Bernardo Zanchini, il Macerato; Bastiano de' Rossi, l'Inferigno, cui si aggiunse nell'ottobre 1582 Lionardo Salviati, l'Infarinato (1540-1589).
Sotto la spinta e con il determinante contributo di quest'ultimo, finalmente, a partire dal 1583, l'Accademia prende nuova forma, indirizzandosi coerentemente al fine che gli Accademici si proponevano: mostrare e conservare la bellezza del
volgare fiorentino, modellato sugli autori del Trecento.
L'Accademia, dunque, abbandona l'impronta ludica e giocosa, per sposare il ruolo normativo che da quel momento in poi avrebbe assunto, conservandolo per secoli.
Anche il significato del termine mutò: gli Accademici della Crusca lavorarono per distinguere la parte buona e pura della lingua (la farina) dalla parte cattiva ed impura (appunto, la crusca). 

Da qui la simbologia e l'apparato: lo stemma è un frullone o buratto con il motto petrarchesco Il più bel fior ne coglie come insegna. I membri assunsero, almeno dei primi secoli, un "nome di Crusca": un soprannome in qualche modo legato al ciclo di vita del grano e a tipi o impieghi del pane (come Infarinato, Trito, Gramolato, Impastato, ecc.); ogni accademico, inoltre, aveva un'impresa: una pala lignea con dipinto il nome di accademico, un motto normalmente tratto dal Petrarca e un'immagine che fungesse da raccordo tra nome e motto. 

Inoltre, presso la sede dell'Accademia della Crusca, in particolare nella Sala delle Pale, sono conservate altre suppellettili che si rifanno sempre allo stesso campo semantico, come ad esempio dei seggi composti da una cesta del pane capovolta che hanno, come schienale, una pala da forno.

### Monosini e il primo vocabolario
Uno dei primi studiosi a influenzare il lavoro della Crusca fu Agnolo Monosini. Monosini diede un contributo importante alla prima edizione del Vocabolario degli accademici della Crusca (1612), soprattutto nel campo dell'etimologia e della paremiologia.

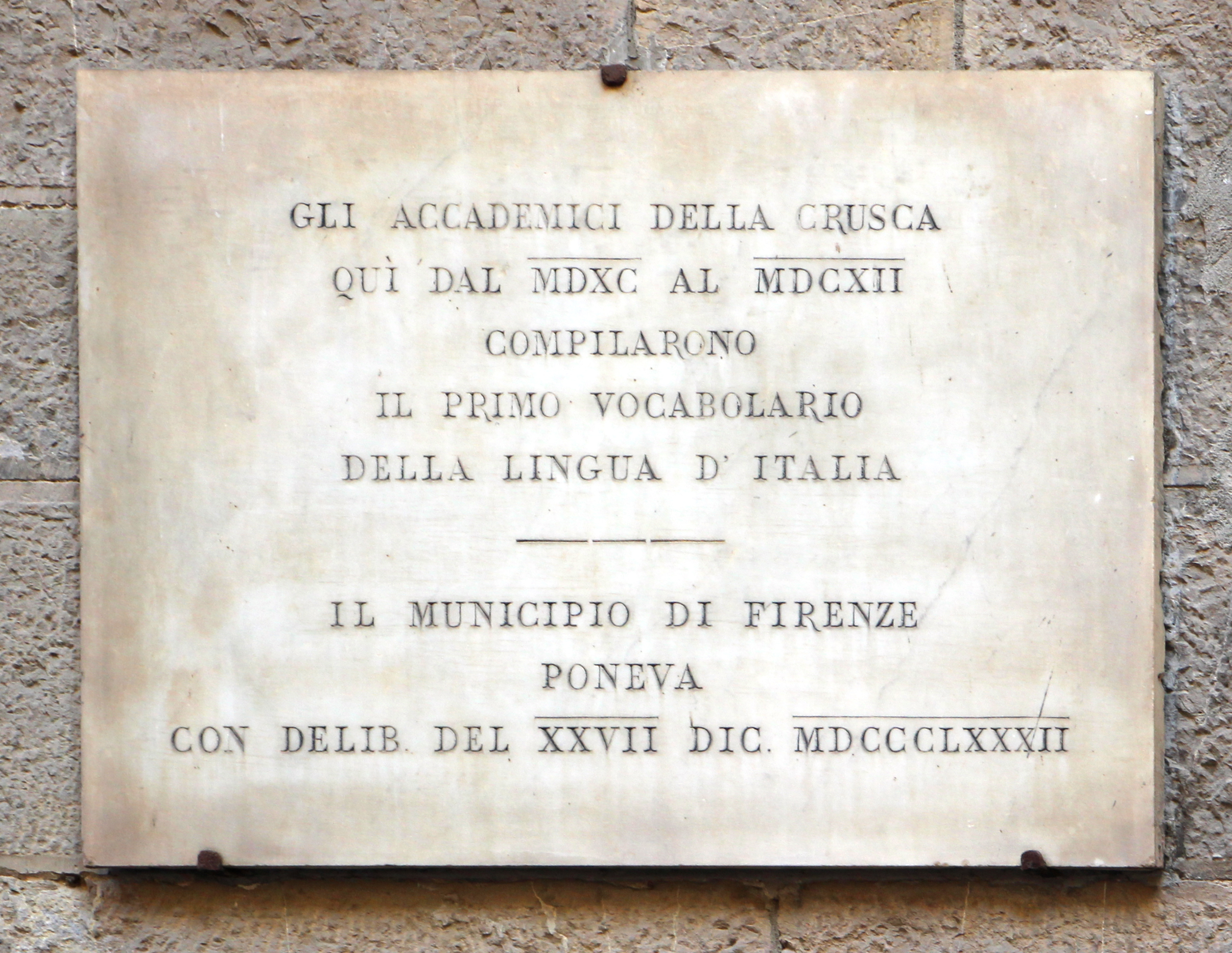
Via Pellicceria, edificio ove fu compilato il primo vocabolario dal 1590 al 1612

La prima edizione del Vocabolario della Crusca riflette la concezione linguistica del Salviati (e dopo di lui dell'accademico Vincenzo Maria Borghini) che va oltre le posizioni di Pietro Bembo: risale a un ideale di lingua fiorentina pura, naturale, popolare, legittimata dall'uso degli scrittori sommi come di quelli minimi. Il vocabolario registrava anche le parole del fiorentino vivo purché testimoniate e quindi legittimate in autori antichi o testi minori, anche se sconosciuti. Il vocabolario si caratterizza per un totale disinteresse per la terminologia tecnico-scientifica. Scompare la distinzione tra uso della poesia e della prosa, il riferimento agli usi regionali o dialettali, l'abitudine ad inserire osservazioni grammaticali all'interno delle voci. Furono abbandonati gli usi ancora legati al latino. L'impostazione arcaizzante suscitò le critiche di Beni, Tassoni, Bartoli, Politi, Gigli, Spadafora. Le critiche non modificarono il modo di lavorare degli accademici tanto che la seconda edizione del 1623 non si discostò molto dalla prima se non per alcune correzioni e per l'aumento del numero complessivo delle voci registrate.

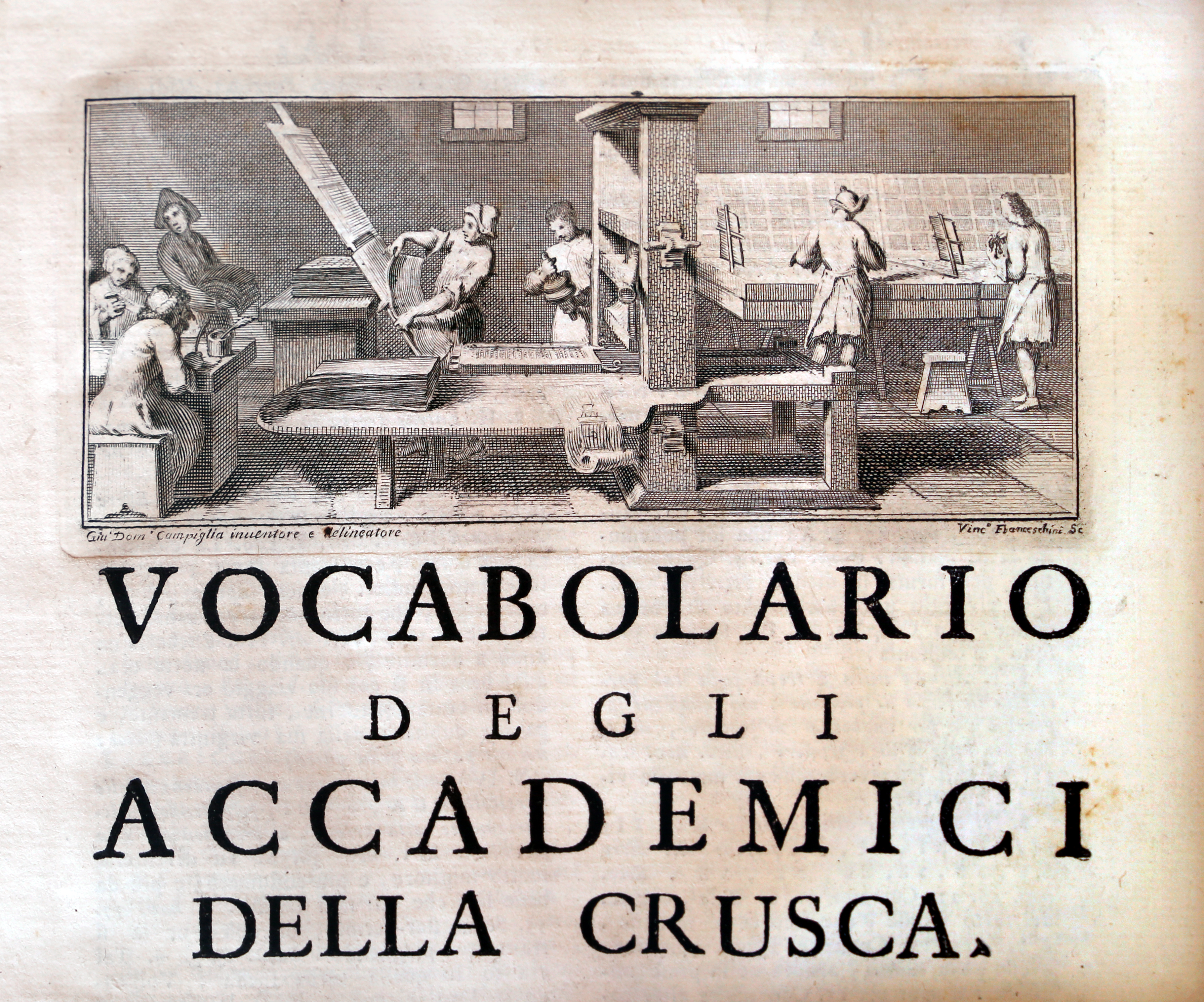
Un frontespizio della quarta edizione del 1729-1738

La terza edizione fu stampata a Firenze presso la stamperia dell'Accademia della Crusca e fu pubblicata nel 1691 in tre volumi con dedica a Cosimo III de' Medici. Presenta cambiamenti di grande importanza: viene introdotta l'indicazione V.A. per contrassegnare le voci antiche come testimonianza storica per poter comprendere i testi antichi e non come esempio da seguire; gli autori da cui venivano presi gli esempi erano cresciuti e comprendevano anche alcuni moderni, compreso il Tasso (escluso dalle prime 2 edizioni), il Machiavelli, il Guicciardini, il Della Casa, il Varchi, nonché il Sannazaro, il Castiglione, il Chiabrera; aumenta il numero di trattati scientifici in considerazioni e delle voci tratte da scrittori di scienza come Galileo Galilei.
La quarta edizione fu pubblicata a Firenze tra il 1729 e il 1738 con dedica a Gian Gastone de' Medici. Vengono eliminati anche gli autori di trattati tecnico-scientifici. La quinta edizione (della quale vennero pubblicati undici volumi, il primo nel 1863) venne interrotta alla voce Ozono nel 1923.
L'Accademia della Crusca dunque portò avanti la sua attività con alti e bassi fino al 1783, quando Pietro Leopoldo la sciolse insieme ad altre Accademie e la riunì nella Accademia Fiorentina (seconda).

### Il periodo napoleonico

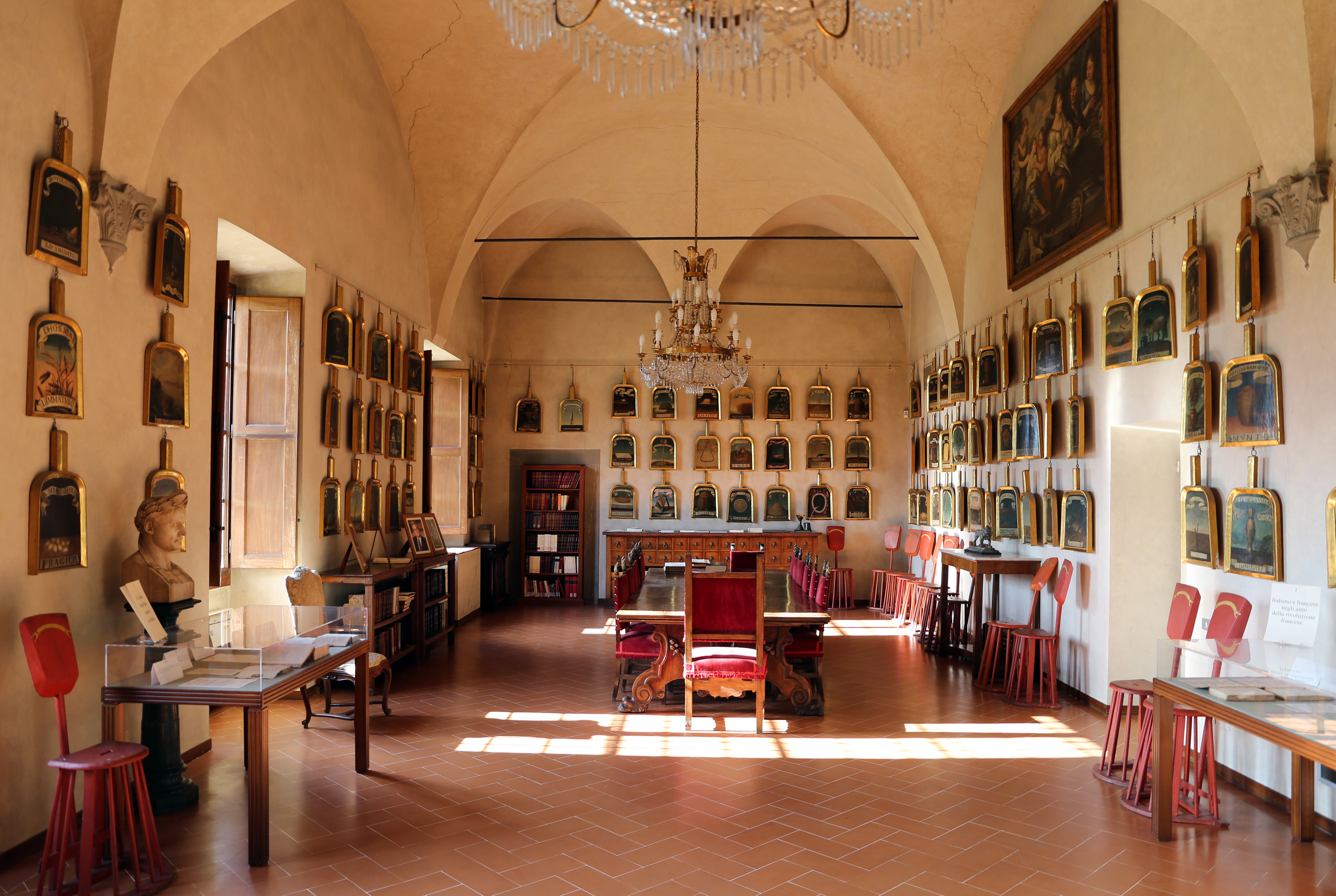
La sala delle Pale nella villa di Castello, attuale sede dell'Accademia

Nel 1808, però, venne fondata la terza Accademia Fiorentina e con decreto del 19 gennaio 1811, firmato da Napoleone, fu ripristinata la Crusca con la sua autonomia, statuti e finalità antiche. Il 3 marzo 1809 il trono di Toscana venne assegnato a Elisa Baciocchi, sorella di Napoleone Bonaparte, la quale però non aveva la facoltà di modificare o emettere nuove leggi, competenza esclusiva del fratello. Tutte le leggi, i proclami, le lettere, i manifesti, gli editti, ecc. erano scritti in lingua francese; tuttavia Napoleone il 9 aprile 1809 concesse ai Fiorentini l'uso pubblico della propria lingua, con l'emanazione di un decreto emesso dal Palazzo delle Tuileries.
In tale decreto si affermava che «La lingua italiana potrà essere impiegata in Toscana a concorrenza colla lingua francese, nei tribunali, negli atti passati davanti notari e nelle scritture private.» Inoltre, per far sfoggio della benevolenza francese, si aggiungeva: «Noi abbiamo fondato e fondiamo col presente decreto un premio annuale di 500 napoleoni, i di cui fondi saranno fatti dalla nostra lista civile e che verrà dato secondo il rapporto che ci sarà fatto, agli autori le cui opere contribuiranno con maggiore efficacia a mantenere la lingua italiana in tutta la sua purezza.»
Con il successivo decreto del 9 gennaio 1811 fu rifondata l'antica Accademia della Crusca «particolarmente incaricata della revisione del dizionario della lingua italiana, e della conservazione della purità della lingua medesima.» Per gli accademici fu fissato un assegno annuo di 500 franchi; di 1000 franchi agli incaricati della compilazione del dizionario; e di 1200 al segretario.

### XX secolo
Nel XX secolo il decreto legge dell'11 marzo 1923 mutò la sua composizione e il suo indirizzo; la compilazione del Vocabolario fu sostituita con quella di testi filologici e il Vocabolario preso in carico da una società privata di studiosi. Nel 1955, però, si tornò a parlare di una ripresa dell'opera su iniziativa di Bruno Migliorini e di altri.
Nel 1983 fu sancita la separazione dell'Accademia dal progetto del Vocabolario.

### XXI secolo
Negli anni 2010-11 fu ventilata la chiusura dell'istituto per motivi economici legati alla crisi finanziaria che aveva investito l'Italia, ma l'ipotesi fu respinta.

## Finalità e obiettivi

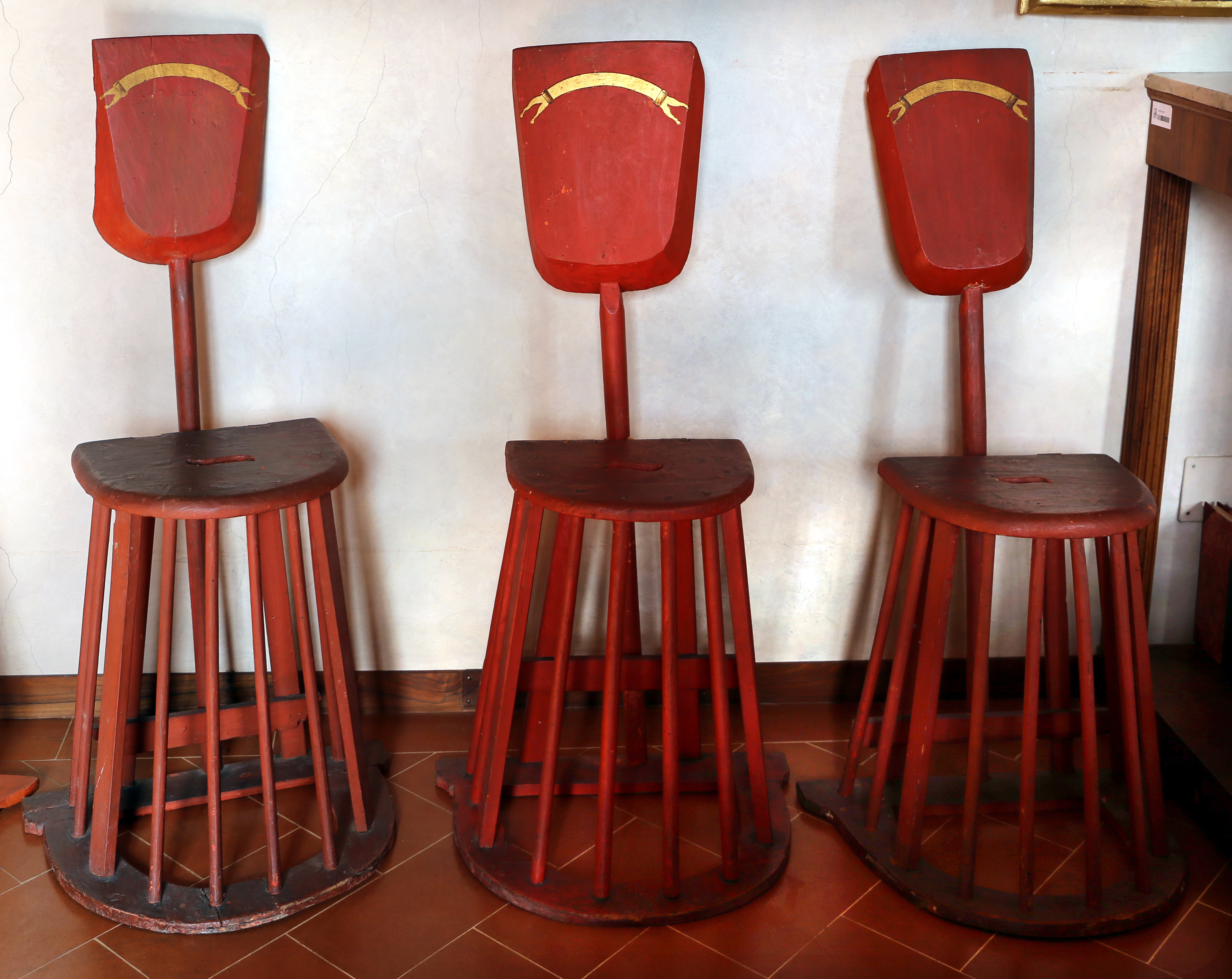
Le sedie accademiche originali, dette anche "gerle"

L'Accademia attualmente persegue le seguenti finalità statutarie, dedicando speciali cure:
1. al mantenimento e al rinnovamento delle sue antiche tradizioni nella lessicografia, collaborando particolarmente con l’Opera del Vocabolario Italiano, istituto del Consiglio Nazionale delle Ricerche, e con altre grandi imprese lessicografiche italiane ed estere;
2. alla preparazione di edizioni critiche di testi significativi, e alla promozione e pubblicazione di ricerche originali in ambito storico-linguistico, dialettologico, filologico, grammaticale, lessicografico;
3. allo studio delle strutture grammaticali dell’italiano considerate dal punto di vista sincronico e diacronico, storico e comparato;
4. allo sviluppo e all’applicazione delle nuove tecnologie informatiche necessarie per le ricerche nei settori sopra precisati e per la più ampia fruibilità del proprio patrimonio archivistico e bibliografico.

In collaborazione anche con altre istituzioni pubbliche e private, italiane ed estere, l’Accademia può:
1. promuovere, elaborare e realizzare progetti di ricerca e di studio nei settori in precedenza indicati, coinvolgendo giovani studiosi per mezzo di borse di studio, assegni di ricerca, contratti o altre forme di collaborazione;
2. promuovere e organizzare corsi di formazione, specializzazione, perfezionamento e aggiornamento rivolti in specie al mondo della scuola e dell’università;
3. istituire e assegnare borse di studio, premi e altri incentivi destinati in particolare agli studenti delle scuole medie superiori e delle università;
4. fornire consulenze, pareri e altri servizi in campo linguistico a favore di enti pubblici e privati, società e privati cittadini, dedicando particolare attenzione alla scuola;
5. organizzare convegni di studio, seminari, mostre e altre manifestazioni culturali, anche di carattere divulgativo;
6. stipulare accordi di collaborazione e convenzioni con università e altre istituzioni culturali e accademie italiane ed estere;
7. collaborare con lo Stato, l’Unione Europea, le Regioni e gli Enti locali in ordine a progetti e manifestazioni sul tema delle lingue e dei linguaggi;
8. favorire l’attività di quegli enti che dall’esterno sostengono i suoi stessi ideali e programmi.

Ad oggi l'Accademia non detiene compiti normativi o prescrittivi.

## Iniziative

### Ambito internazionale
Fa parte della Federazione Europea delle Istituzioni Linguistiche Nazionali, il cui compito è quello di elaborare una linea comune di protezione di tutte le lingue nazionali europee. Per l'Italia partecipano alla Federazione l'Accademia della Crusca e l'Opera del Vocabolario Italiano del CNR (iniziativa avviata dal Consiglio Nazionale delle Ricerche, peraltro proprio in collaborazione con l'Accademia della Crusca).

### Il "Gruppo Incipit"
Alla fine del 2015, l'Accademia ha istituito il gruppo “Incipit”, un osservatorio sui neologismi e forestierismi incipienti che ha il compito di monitorare ed esprimere pareri sui nuovi forestierismi impiegati in italiano, suggerendo alternative in italiano. Il gruppo si è formato in seguito alla campagna “Dillo in italiano” della pubblicitaria Annamaria Testa e al convegno della stessa Accademia su “La lingua italiana e le lingue romanze di fronte agli anglicismi“, entrambe tenutesi in precedenza nello stesso anno. Incipit è composto studiosi e specialisti della comunicazione italiani e svizzeri, e ha una propria pagina sul sito della Accademia della Crusca in cui pubblica i propri comunicati stampa su specifici forestierismi.
Il gruppo Incipit è ancora oggi attivo e monitora l'ingresso di forestierismi, principalmente anglicismi, nei media di massa, nelle istituzioni e nelle reti sociali. Nei propri comunicati stampa il gruppo generalmente argomenta la superfluità dei forestierismi e suggerisce alternative in italiano, esistenti o neologismi. Nei documenti, riportati dagli stessi mezzi di informazione, sono anche criticati gli atteggiamenti della pubblica amministrazione verso i forestierismi, e viene ribadita l'importanza di limitarne l'uso per diverse ragioni, tra le quali chiarezza, trasparenza, semplificazione, coerenza terminologica, e valorizzazione del patrimonio lessicale italiano.

## I membri attuali
Membri dell'Accademia della Crusca, con i nuovi ingressi votati nei giorni 11 settembre 2013, 5 novembre 2016, 20 febbraio 2017, 4 novembre 2019, 29 aprile 2022:

### Accademici ordinari
- Gabriella Alfieri, Catania
- Federigo Bambi, Firenze
- Gian Luigi Beccaria (emerito), Torino
- Pietro Beltrami (emerito), Pisa
- Ilaria Bonomi, Milano
- Giancarlo Breschi (emerito), Firenze
- Francesco Bruni (emerito), Venezia
- Claudio Ciociola, Pisa
- Vittorio Coletti (emerito), Genova
- Rosario Coluccia (emerito), Lecce
- Michele Cortelazzo, Padova
- Paolo D'Achille (Presidente in carica dal 28.4.2023), Roma[30]
- Maurizio Dardano (emerito), Roma
- Nicola De Blasi, Napoli
- Massimo Fanfani (emerito), già accademico segretario dal 2014 al 2017, Firenze
- Piero Fiorelli (emerito), Firenze
- Vittorio Formentin, Padova
- Giovanna Frosini, già accademica Segretaria, Pistoia
- Claudio Giovanardi, Roma
- Riccardo Gualdo, Roma
- Lino Leonardi, Firenze
- Giulio Lepschy (emerito), Reading
- Rita Librandi (Vicepresidente, emerita), Napoli
- Paola Manni (emerita), Firenze
- Nicoletta Maraschio (Presidente onoraria, emerita), Firenze
- Claudio Marazzini (Presidente onorario, emerito), Torino
- Carla Marello, Torino
- Pier Vincenzo Mengaldo (emerito), Padova
- Silvia Morgana (emerita), Milano
- Annalisa Nesi (emerita), Accademica segretaria, Firenze
- Ivano Paccagnella, Padova
- Alessandro Pancheri, Pescara
- Giuseppe Patota, Roma
- Teresa Poggi Salani (emerita), Firenze
- Ornella Pollidori Castellani (emerita), Firenze
- Lorenzo Renzi (emerito), Padova
- Giovanni Ruffino (emerito), Palermo
- Francesco Sabatini (Presidente onorario, emerito), Roma
- Angelo Stella (emerito), Pavia
- Alfredo Stussi (emerito), Pisa
- Mirko Tavoni (emerito), Pisa
- Pietro Trifone, Roma
- Ugo Vignuzzi (emerito), Roma
- Maria Luisa Villa, Milano

Attualmente è accademico onorario il Presidente della Repubblica Sergio Mattarella.

### Accademici corrispondenti, italiani ed esteri
L'Accademia della Crusca ha anche Accademici corrispondenti italiani; sono i seguenti:
Sono Accademici corrispondenti esteri: 
- Sandro Bianconi (emerito), Locarno
- Patrick Boyde, Cambridge (emerito)
- Joseph Brincat, Malta (emerito)
- Cesáreo Calvo Rigual, Valenza
- Manuel Carrera Díaz, Siviglia
- Sarah Dessì Schmid, Tübingen
- Wolfgang Ulrich Dressler, Vienna (emerito)
- Angela Ferrari, Basilea
- Edward Fowler Tuttle, Los Angeles (emerito)
- Roman Govorukho, Mosca
- Matthias Heinz, Salisburgo
- Hermann Haller, New York (emerito)
- Bernhard Huss, Berlin
- Elzbieta Jamrozik (emerita), Varsavia
- John Kinder, Perth (emerito)
- Pär Larson, Firenze
- Martin Maiden, Oxford
- Jean-Jacques Marchand (emerito), Losanna
- Bruno Moretti, Berna
- José Antonio Pascual, Madrid (emerito)
- Franco Pierno, Toronto
- Elton Prifti, Vienna
- Edgar Radtke (emerito), Heidelberg
- Franz Rainer, Vienna
- Brian Richardson, Leeds (emerito)
- Francisco Rico Manrique, Barcellona (emerito)
- Giovanni Rovere, Heidelberg
- Giampaolo Salvi, Budapest
- Wolfgang Schweickard, Saarbrücken
- Roman Sosnowski, Cracovia
- Gunver Skytte, Copenaghen (emerito)
- Harro Stammerjohann, Chemnitz (emerito)
- Darío Villanueva Prieto (emerito), Santiago de Compostela
- John. R. Woodhouse, Oxford (emerito)
- Wen Zheng, Pechino
- Michel Zink, Parigi

### Accademici deceduti
Sono stati accademici onorari Indro Montanelli, il Presidente della Repubblica Carlo Azeglio Ciampi, il Presidente della Repubblica Giorgio Napolitano.
Sono deceduti gli accademici emeriti Tullio De Mauro, Maria Luisa Altieri Biagi, Paolo Grossi, Carlo Alberto Mastrelli, Aldo Menichetti (Vicepresidente), Bice Mortara Garavelli, Luca Serianni, Maurizio Vitale; l'accademico emerito corrispondente Luciano Agostiniani; gli accademici emeriti esteri Max Pfister, Ivan Klajn, Bernard Quemada, Harald Weinrich, Ottavio Lurati.

## Cronologia delle sedi

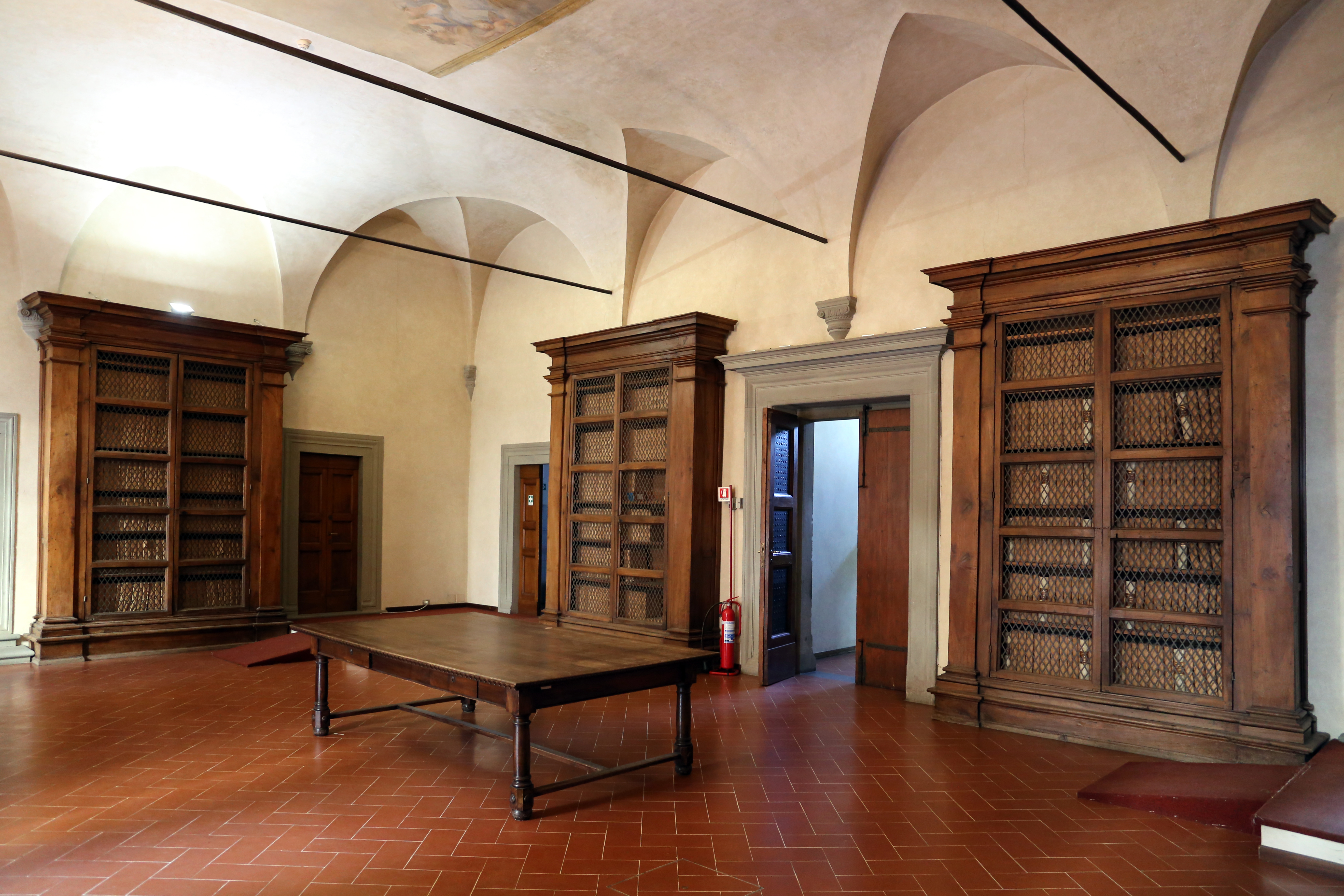
La sala degli armadi, nella villa di Castello

L'Accademia ha cambiato molte sedi, tutte nella città di Firenze:
- Piazza Peruzzi: 1589-1590.
- Piazza San Biagio: 1590-1641.
- Canto al Magistrato: 1641.
- Via Pandolfini (tra il palazzo del Bargello e il canto de' Pazzi): 1641-1650.
- Via dello Studio: post 1650-1783.
- presso la Biblioteca Magliabechiana: 1783-1812.
- Convento di Santo Spirito: 1813-1816.
- Palazzo Medici Riccardi: 1817-1865.
- Convento di San Marco: 1866-1914.
- Palazzo Medici Riccardi: 1914-1938.
- Palazzo Pucci: 1939-1940.
- Palazzo dei Giudici: 1940-1974.
- Villa medicea di Castello: dal 1974.

## Critici e polemiche

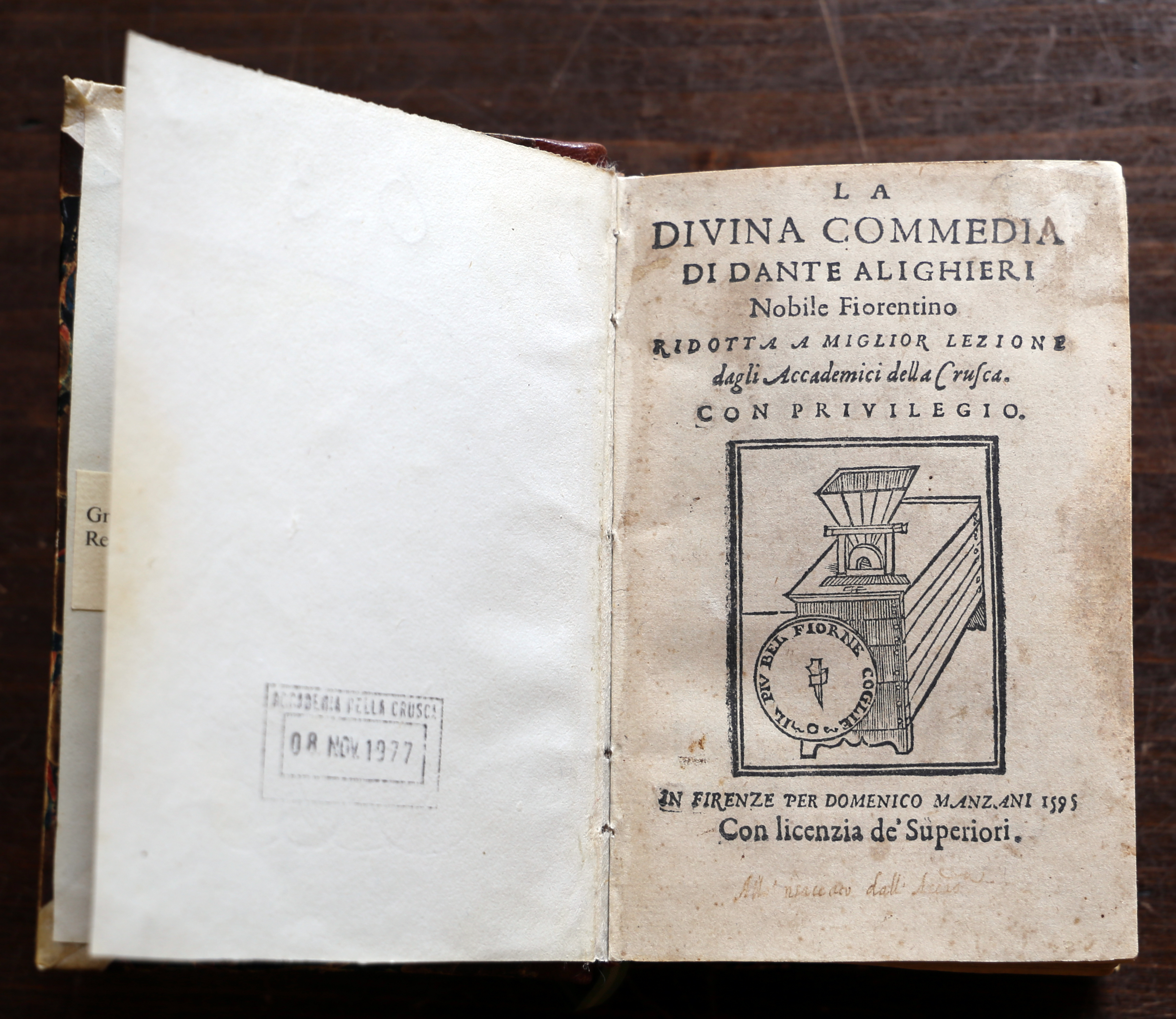
Un'edizione della Divina Commedia del 1595, curata dagli accademici della Crusca

- Nel 1612 Paolo Beni costituì a Padova una Anticrusca, a sostegno della superiorità dei Cinquecentisti sugli scrittori fiorentini del Trecento e iniziando una virulenta polemica. Nel 1717 si ribellò Girolamo Gigli a sostegno del dialetto senese; fu espulso, i suoi libri bruciati in piazza della Signoria, e riammesso dopo la ritrattazione. Altri critici dell'Accademia della Crusca furono Giuseppe Baretti (Frusta Letteraria), Giovanni Battista Capitani (1846), il quotidiano Il Fanfulla di Roma (1878) e Pietro Fanfani.

- Il purismo della Crusca trovò la contrapposizione dei fratelli Verri e di Cesare Beccaria, fondatori del periodico Il Caffè. Alberto Arbasino, parlando delle influenze di Carlo Emilio Gadda, definisce i Verri e Beccaria «impeccabili» e ricorda come furono «risoluti a insultare programmaticamente la Crusca in nome di Galileo e di Newton, cioè a sviluppare una cultura extra-letteraria cosmopolita e un pensiero intellettuale «assolutamente moderno» a dispetto della grammatica arcaica dei Pedanti, trasgredendo al purismo imbecille che caldeggia l'impiego di qualsiasi grulleria del Piovano Arlotto per definire prodotti e nozioni del nostro tempo; e approva l'uso del greco antico per indicare un qualche cosa che non c'è (il nettare, l'ambrosia), mentre respinge qualunque termine inglese moderno relativo invece a qualche cosa che c'è (come il gin-and-tonic), senza avvedersi che qualunque parola poteva suonare scandalosamente moderna quando venne usata per la prima volta da un Autore Classico poi approvato dal Tommaseo-Bellini».[34]. Naturalmente questa visione delle cose mostra la sua parzialità: Arbasino dimenticava ad esempio che Galileo era stato Accademico della Crusca, e che Verri da una parte mostrava di disprezzare le piccolezze grammaticali, ma poi in errata corrige modificava le forme settentrionali, ad esempio notaro > notaio (così nella Rinunzia pubblicata sul "Caffè"). Ha scritto C. Marazzini (La lingua italiana. Storia, testi, strumenti, II ed. con la collaborazione di Ludovica Maconi, Bologna, il Mulino, 2010, p. 271): «Va osservato che il titolo dell’articolo, nella prima stampa, era Rinunzia avanti nodaro [...] , non notaio, come invece Verri si premurò subito di far correggere nell'errata corrige. La parola nodaro fu quindi presentata come un errore materiale della tipografia. La forma nodaro è vistosamente settentrionale (si pensi al dialettale nodar, tipico di alcuni dialetti del Nord Italia). La forma notaio, per contro, è toscana, come suggeriscono il suffisso -aio (anziché -aro) e la consonante sorda -t- in posizione intervocalica (anziché la sonora -d-). La correzione mostra come, nonostante l’esibito disinteresse per la grammatica, le preoccupazioni formali non fossero totalmente estranee ai redattori del «Caffè», la cui prosa è in genere "molto meno ribelle alle forme e ai dati della tradizione di quel che non lascino supporre le proposizioni della Rinunzia" [Vitale 1978, 261]. In alcuni casi, però, il possesso della lingua dimostrato dai redattori della rivista non è certo perfetto: vi ricorrono alcune forme decisamente anomale anche rispetto alle norme correnti nel XVIII secolo».

## Bibliografia

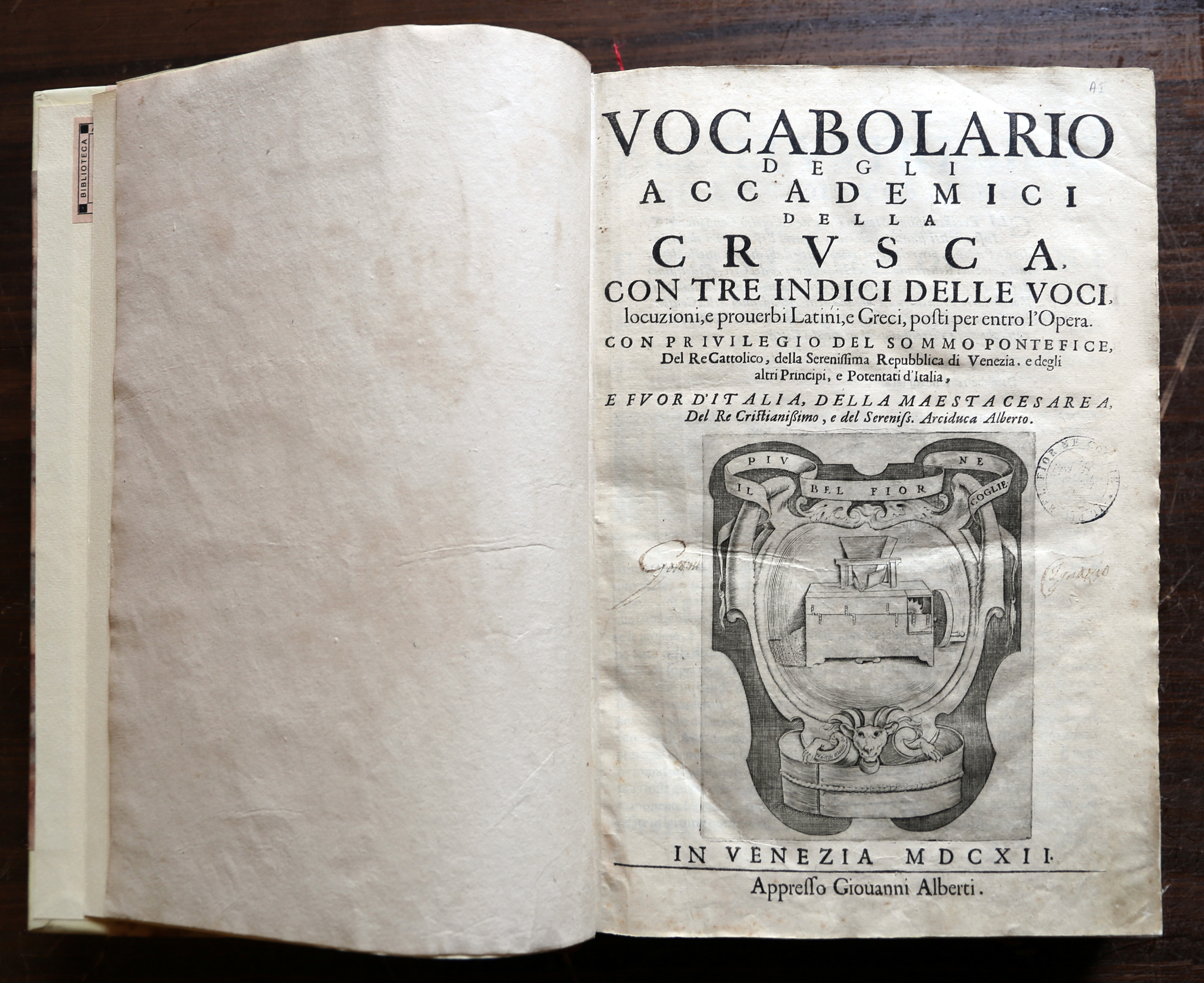
La prima edizione del Vocabolario (1612)